# Masashi Kishimoto
Masashi Kishimoto (岸本斉史?, Kishimoto Masashi; Nagi, 8 novembre 1974) è un fumettista e character designer giapponese, creatore del celebre manga Naruto.

## Biografia
Masashi Kishimoto nasce a Nagi, Prefettura di Okayama, nel 1974 fratello gemello di Seishi Kishimoto, anche lui mangaka. Fin da piccolo era evidente il suo interesse per il disegno, tanto che aiutava volentieri i suoi amici che condividevano la sua passione, spesso criticando anche il loro modo di disegnare.

### Infanzia ed influenze
Come molti bambini, uno dei suoi primi anime preferiti fu Doraemon al quale si ispirò per i suoi lavori futuri, influenzati anche da Mobile Suit Gundam e Dr. Slump & Arale. Più passava il tempo e più si accorgeva che il suo interesse per i manga non era solo un hobby. Fin dalle elementari, Kishimoto rimase colpito dai disegni di Dragon Ball e passava il tempo a disegnare tutti i personaggi che vedeva in televisione. Prese anche spunto da un videogioco, Dragon Quest. Il suo primo manga era intitolato Hitari-kun, una storia incentrata su un ragazzo ninja dell'ombra. Arrivato alle medie, a causa dei compiti non poté dedicarsi molto al disegno.
Al liceo cominciò a perdere interesse per i manga, iniziando a praticare il baseball e la pallacanestro. Un giorno mentre passeggiava vide una illustrazione pubblicitaria di Katsuhiro Ōtomo, che diventerà poi una delle sue più grandi influenze proprio per l'originalità nella sua produzione, ma anche per le sue storie innovative e sempre appassionanti. Kishimoto cercò di imitare lo stile di Otomo, ma ben presto capì che imitando lo stile degli altri non avrebbe mai realizzato qualcosa di originale. Si interessò inoltre delle serie Ninku, Ghost in the Shell e Jin-Roh - Uomini e lupi.
Nei suoi ultimi anni di scuola cominciò a disegnare spesso manga e con la speranza di renderlo la sua professione futura frequenta una scuola d'arte. I brevi manga di 31 pagine che creava li faceva leggere a suo fratello e a suo padre, che però davano giudizi negativi. 
All'università pensò di realizzare un manga sui samurai, poiché Weekly Shōnen Jump non si era dedicata ancora a quel genere (il chanbara); ma proprio in quel periodo viene pubblicato Kenshin - Samurai vagabondo. Al secondo anno cominciò a realizzare manga per i concorsi di riviste, ma notò che tutte le sue opere più che shōnen erano dei seinen. In seguito, basandosi sul character design di Tetsuya Nishio dell'anime di Ninku, notò che il suo stile fosse divenuto più adatto agli shonen.

### I primi lavori
Alla scuola artistica che frequentava Kishimoto espose Karakuri nel 1995 e che lo porterà a vincere l'importante premio Hop Step l'anno seguente. Comincia così la sua carriera: Kosuke Yahagi diventa il suo editor e comincia a lavorare a vari bozzetti rifiutati, un manga slice-of-life dal titolo Michikusa e uno d'azione, Asian Punk (アジアンパンク, ajian Panku). Nel 1997 comincia a lavorare al primo one-shot di Naruto, pubblicato in estate sull'Akamaru Jump.
Nel dicembre dello stesso anno, mentre è in corso la valutazione di Karakuri per trasformarlo in una serie, viene richiesto a Kishimoto un nuovo one-shot, sospeso poi per l'inizio della serializzazione del suo primo manga. Nonostante tutto, dopo solo due capitolo Karakuri viene sospeso a causa dello scarso interesse del pubblico. 
Cominciò così a pensare a diversi progetti di seinen, tra cui Yakyūō ( 野球王, ossia Il re del baseball), ambientato nel mondo del baseball, e un manga di stampo mafioso, Mario (マリオ). Il suo editore lo convinse comunque a tentare un'ultima volta la sorte con i manga shonen e il futuro padre di Naruto si dedicò alle bozze di Magic Mushroom ( マジックマッシュルーム, Majikku Masshurūmu), un one-shot di stampo fantasy. Ma anche questo manga fu sospeso, poiché gli venne chiesto di lavorare allo storyboard per la serializzazione di una nuova versione di Naruto, completamente rielaborata. Furono realizzati i primi tre capitoli, che si guadagnarono un posto nella rivista Weekly Shōnen Jump. Nel numero 43 del 1999 inizia a così la serializzazione di uno dei manga più seguiti in Giappone e nel mondo: Naruto.
Due suoi ex assistenti, Osamu Kajisa e Yuuichi Itakura, hanno riscontrato un discreto successo grazie ai loro manga Tattoo Hearts e Hand's. Nel 2009 progettò un costume per il personaggio Lars Alexandersson di Tekken 6 che apparve anche nel videogioco Naruto Shippuden: Ultimate Ninja Storm 2. Nel 2010 viene pubblicato un suo one-shot, Bench, come parte del progetto di Shonen Jump Top of the Super Legend, una serie di sei manga di mangaka famosi.  Nell'aprile 2012 viene proposto un one-shot basato sulla sua serie di stampo mafioso, Mario.

### Naruto
La particolarità di Naruto sta nel fatto che Kishimoto rielabora in chiave moderna dei tradizionali samurai e ninja che caratterizzarono il Giappone del passato. Con quest'opera Kishimoto diviene uno dei mangaka più conosciuti della sua generazione e uno dei pochi ad avere raggiunto le 100 milioni di copie vendute nel solo Giappone.
Il manga venne serializzato dal 1999 al 2014 e dal nono film della serie Kishimoto si occupa della storia e del character design.

### DopoNaruto
Terminato Naruto, Kishimoto fu coinvolto nel Naruto: Shinjidai Kaimaku Project, che commemora la conclusione del manga e il suo quindicesimo anno di pubblicazione; nel 2015 un breve spin-off, Naruto: Il settimo hokage e la primavera scarlatta comparve sulle pagine di Weekly Shonen Jump, tra aprile e luglio del 2015. Collaborò nella realizzazione dei film The Last: Naruto the Movie e Boruto: Naruto the Movie e si occupò di illustrare diverse light novel basate sulla serie. Dopodiché si è preso una pausa. 
Nell'agosto 2015 il mangaka annuncia di avere già portato a termine il progetto per un nuovo manga di genere fantascientifico e con un protagonista unico, prevedendo di superare Naruto in tema di qualità. Tuttavia sarà rilasciato a cadenza mensile a causa di problemi di salute riscontrati durante la realizzazione del suo manga precedente.
Dal 2016, Kishimoto lavora come supervisore della serie mensile di Boruto: Naruto Next Generations, illustrato dal suo ex-assistente Mikio Ikemoto e scritto dal suo coautore per il film Boruto: Naruto the Movie, Ukyo Kodachi.
Al Jump Festa 2018 viene annunciato il suo nuovo manga di genere fantascientifico intitolato Samurai 8: La leggenda di Hachimaru, scritto dal mangaka e disegnato da Akira Okubo. Il manga viene pubblicato sul settimanale Weekly Shōnen Jump di Shūeisha dal 13 maggio 2019. Tuttavia, a seguito dallo scarso riscontro di pubblico, la serie chiude nel 23 Marzo 2020.

## Vita privata
Kishimoto si è sposato nel 2003, ma essendo occupato nella serializzazione di Naruto ha spostato la luna di miele al 2015. La coppia ha un figlio. Nel 2014 muore il padre e l'autore gli dedica il capitolo 668 di Naruto.

## Seishi Kishimoto
Suo fratello gemello Seishi Kishimoto è anch'egli un mangaka ed è l'autore di 666 Satan e Blazer Drive. Spesso è stato fatto notare che i loro disegni sono molto simili, e spesso sono stati accusati entrambi di plagio. Tuttavia, Seishi ha fatto notare in uno dei volumi del suo manga che le somiglianze non sono intenzionali e sono probabilmente dovute al fatto che entrambi gli autori sono stati influenzati dalle stesse cose.

## Opere

### Manga
- Karakuri (one-shot, 1996)
- Karakuri (serie, interrotta, 1998)
- Naruto (one-shot, 1997)
- Naruto (1999-2014)
- Bench!! (one-shot, 2010)
- Mario (one-shot, 2012)
- Naruto Extra: Il settimo hokage e il marzo rosso (miniserie, 2015)
- Naruto: Il percorso illuminato dalla luna piena (one-shot, 2016)
- Samurai 8: La leggenda di Hachimaru (serie, solo storia, 2019-2020)
- "Naruto Gaiden: Uzu no Naka no Tsumujikaze". (one-shot, 2023)

#### Non pubblicati
- Yakyūō (野球王?)
- Michikusa (道くさ?)
- Asian Punk ( アジアンパンク?, Ajian Panku)
- Magic Mushroom (マジックマッシュルーム ?, Majikku Masshurūmu)

### Film
- Naruto - La via dei ninja (2012), sceneggiatore e character design
- The Last: Naruto the Movie (2014), sceneggiatore e character design
- Boruto: Naruto the Movie (2015), produttore esecutivo, sceneggiatore e character design

### Videogiochi
- Tekken 6 (2009) (guest character designer)